# Telesphore Placidus Toppo
Telesphore Placidus Toppo (Chainpur, 15 ottobre 1939 – Ranchi, 4 ottobre 2023) è stato un cardinale e arcivescovo cattolico indiano.

## Biografia
Telesphore Placidus Toppo è nato il 15 ottobre 1939 a Chainpur, Province Centrali e Berar (oggi nello Stato federato di Jharkhand) e diocesi di Ranchi (oggi nella diocesi di Gumla), nella parte nord-orientale dell'allora Impero anglo-indiano (oggi Repubblica dell'India); proveniente da un'umile famiglia aborigena (adivasi) della tribù oraon, è l'ottavo dei dieci figli di Ambrose Toppo e Sophia Xalxo. I suoi nonni si erano convertiti al cattolicesimo all'inizio del XX secolo.
Sua madre ha avuto un travaglio complicato alla sua nascita, rischiando di perderlo; è nato con l'anchiloglossia, un'anomalia congenita che limita la parola, ed è riuscito a risolvere il problema solo in seguito. Suo padre è morto quando era appena un bambino e sua madre è riuscita a stento a mandarlo a scuola, quindi per pagarsi gli studi ha dovuto lavorare nello scavo di pozzi.

### Formazione e ministero sacerdotale
Ha ricevuto l'istruzione elementare alla Lower Primary Village School di Jhargaon ed alla Barwaynagar Primary School, proseguendo poi quella secondaria alla Chainpur High School, dove ha ottenuto il diploma; in seguito ha frequentato il St. Xavier's College di Ranchi, sotto la direzione della Compagnia di Gesù, dove ha conseguito il Bachelor of Arts con lode in inglese nel 1965. Seguendo il consiglio di un prete, ha deciso di seguire la vocazione al sacerdozio e si è iscritto al seminario maggiore regionale ed al St. Albert's College, sempre a Ranchi, dove ha studiato filosofia. Si è poi trasferito a Roma, in Italia, dove ha frequentato la Pontificia università urbaniana ed ha conseguito la licenza in teologia. 
Ha ricevuto l'ordinazione sacerdotale il 3 maggio 1969, ad Himmelried in Svizzera, per imposizione delle mani di Franziskus von Streng, vescovo titolare di Obbi e già vescovo di Basilea; si è incardinato, ventinovenne, come presbitero dell'arcidiocesi di Ranchi.
Tornato in patria, ha continuato gli studi post laurea all'Università di Ranchi, dove ha ottenuto il Master's degree in storia. Poco dopo ha cominciato ad insegnare ed è divenuto assistente del direttore presso la St. Joseph's High School a Torpa; qui ha fondato e diretto il Lievens Vocation Centre, una scuola apostolica per i candidati al sacerdozio della tribù munda. Nel 1976 è stato nominato rettore del seminario minore di Ranchi e segretario particolare dell'arcivescovo, ricoprendo tali uffici fino alla promozione all'episcopato.

### Ministero episcopale

#### Vescovo di Dumka
L'8 giugno 1978 papa Paolo VI lo ha nominato, a soli trentotto anni, vescovo di Dumka; è succeduto al sessantaduenne Leo Tigga, S.I., contestualmente trasferito alla sede di Raiganj. Ha ricevuto la consacrazione episcopale il 7 ottobre seguente, davanti alla cattedrale di San Paolo a Dumka, per imposizione delle mani di Pius Kerketta, S.I., arcivescovo metropolita di Ranchi, assistito dai co-consacranti monsignori Tigga, suo predecessore, e Joseph Robert Rodericks, S.I., vescovo di Jamshedpur; ha preso possesso della diocesi durante la stessa celebrazione. Come suo motto episcopale ha scelto Parare viam Domini, che tradotto vuol dire "Preparate la via del Signore".
Con giurisdizione su un'area compresa tra gli Stati federati di Jharkhand, Bihar e Bengala Occidentale, a maggioranza induista, in questa diocesi la popolazione cristiana rappresenta una minoranza esigua composta soprattutto da membri dei gruppi tribali: separati dal resto degli abitanti, mescolando fede cristiana e tradizioni animiste, hanno i loro territori centrali nelle zone della giungla e delle catene montuose e rappresentano il punto più basso del sistema di caste indiano. Lo stesso monsignor Toppo appartiene ad uno di questi gruppi e fin dall'inizio del suo ministero episcopale si è speso nella cura pastorale degli ultimi, nella sanità, nell'istruzione e nell'assistenza sociale indipendentemente dal credo religioso.

#### Arcivescovo metropolita di Ranchi

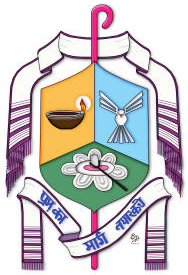
Stemma da arcivescovo di Ranchi.

L'8 novembre 1984 papa Giovanni Paolo II lo ha promosso, quarantacinquenne, arcivescovo coadiutore di Ranchi, facendo in seguito il proprio ingresso in arcidiocesi; la sede non aveva mai avuto un coadiutore prima di lui.
Nove mesi dopo, il 7 agosto 1985, con l'accettazione della rinuncia per motivi d'età del settantacinquenne Pius Kerketta, S.I., che aveva guidato l'arcidiocesi per ben ventiquattro anni, è succeduto per coadiutoria come arcivescovo metropolita di Ranchi. Ha preso possesso dell'arcidiocesi durante una cerimonia svoltasi nella cattedrale dell'Immacolata Concezione di Santa Maria a Ranchi il 25 agosto successivo. Lo stesso anno ha presieduto la celebrazione per commemorare il 100º anniversario dell'arrivo di Constant Lievens, detto "l'apostolo di Chota Nagpur", sacerdote gesuita che per primo aveva evangelizzato i popoli aborigeni dell'India centrale.
Il 3 febbraio 1986 ha accolto il papa nel suo primo viaggio apostolico in India (1º – 10 febbraio) durante la tappa a Ranchi, dove ha presieduto una messa per i lavoratori. Il 29 giugno successivo, giorno della solennità dei Santi Pietro e Paolo, si è recato presso la basilica di San Pietro in Vaticano, dove il pontefice gli ha imposto il pallio, simbolo di comunione tra la Santa Sede e il metropolita.
A capo della nuova sede ha continuato la sua opera di sostegno agli adivasi, facendone uno dei temi principali nei forum dei vescovi e dei superiori maggiori dello Stato federato di Jharkhand, consacrando diversi nuovi vescovi indigeni e prendendo parte nel 1999 alla cerimonia di insediamento del primo arcivescovo metropolita di Patna Benedict John Osta, S.I., segno della crescita cristiana di questa popolazione. Inoltre è stato membro del consiglio consultivo della Fondazione Margareta Weisser per le popolazioni tribali dell'Asia, dell'organo di gestione della società di servizi sociali indo-tedesca, di alcune commissioni della CCBI e della National Education Group per diversi anni. Oltre a ciò si è occupato di aiuti anche in capo economico, divenendo presidente della Chotangpur Catholic Mission Co-operative Credit Society, mentre a Ranchi è divenuto presidente delle carità cattoliche, sostenitore di Sarva Dharma Milan Parishad, amministratore fiduciario di Jharkhand Antyodaya Public Charitable Trust e del forum cittadino.
È stato anche presidente del Consiglio regionale dei vescovi e cancelliere della Facoltà di teologia a Ranchi, nonché membro del forum dei vescovi e dei superiori maggiori e dell'organo di gestione di vari organismi locali. È anche membro del Movimento dei focolari.
In ambito della Federazione delle conferenze episcopali dell'Asia, che riunisce tutti i vescovi del continente, è stato membro del Comitato centrale e presidente dell'Ufficio per la pace e l'armonia.
Dal 30 settembre al 28 ottobre 1990 ha preso parte all'VIII assemblea generale ordinaria del Sinodo dei vescovi, svoltasi nella Città del Vaticano, con tema La formazione dei sacerdoti nelle circostanze attuali.
Nel 1993 ha celebrato la funzione per il ritorno dei resti di padre Lievens nella cattedrale di Ranchi, dando anche inizio al processo canonico per la sua beatificazione, mentre nel 1994 ha accolto Madre Teresa di Calcutta al suo arrivo in città.
Nel 1998 è stato eletto vicepresidente della Conferenza dei vescovi cattolici latini dell'India (CCBI) per un mandato di due anni, subentrando a Patrick Paul D'Souza, vescovo di Varanasi; è stato confermato per un secondo mandato nel 2000. In tale veste ha preso parte a diversi Sinodi dei vescovi: la I assemblea speciale per l'Asia, dal 19 aprile al 14 maggio 1998, con tema Gesù Cristo il Salvatore e la sua missione di amore e servizio in Asia: "Io sono venuto perché abbiano la vita e l'abbiano in abbondanza" (Gv 10, 10); la II assemblea speciale per l'Europa, dal 1º al 23 ottobre 1999, con tema Gesù Cristo, vivente nella sua Chiesa, sorgente di speranza per l'Europa; la X assemblea generale ordinaria, dal 30 settembre al 6 novembre 2001, con tema Il Vescovo: Servitore del Vangelo di Gesù Cristo per la speranza del mondo. È stato ricevuto in udienza dal papa il 19 ottobre 2001, durante quest'ultima assise, il 15 giugno 2002 ed il 21 giugno 2003.
Nel 2002 è stato eletto per la prima volta presidente della CCBI, succedendo a Henry Sebastian D'Souza, arcivescovo metropolita di Calcutta; ha concluso il mandato di un triennio nel 2005, quando gli è succeduto Oswald Gracias, arcivescovo metropolita di Agra e futuro cardinale.

### Cardinalato

Stemma da cardinale.

Il 28 settembre 2003, prima dell'angelus domenicale, papa Giovanni Paolo II ha annunciato la sua creazione a cardinale nel concistoro del 21 ottobre seguente; sessantaquattrenne, è stato il decimo indiano a ricevere la porpora cardinalizia nella storia della Chiesa, il primo a capo dell'arcidiocesi di Ranchi.
L'evento è stato accolto con grande plauso prima di tutto da parte degli adivasi, che hanno avuto la gioia di poter vedere per la prima volta un loro esponente all'interno del Collegio cardinalizio, diversi esponenti della Chiesa luterana in India, della religione Sikh, dell'Induismo ed anche alcuni esponenti del governo.
Durante la cerimonia, svoltasi alle ore 10:30 presso la basilica di San Pietro in Vaticano, gli sono stati conferiti la berretta, l'anello cardinalizio ed il titolo presbiterale del Sacro Cuore di Gesù agonizzante a Vitinia, vacante dal 22 aprile 1996, giorno della morte del cardinale Mario Luigi Ciappi, O.P., teologo emerito della Casa pontificia. Il 24 novembre successivo lo stesso pontefice lo ha nominato anche membro della Congregazione per l'evangelizzazione dei popoli e del Pontificio consiglio per il dialogo interreligioso.
Il 12 gennaio 2004 è stato eletto anche presidente della Conferenza dei vescovi cattolici dell'India, che riunisce gli episcopati di rito latino, siro-malabarese e siro-malankarese, succedendo a Cyril Baselios Malancharuvil, O.I.C., arcieparca metropolita di Trivandrum dei siro-malankaresi; ha ricoperto tale ufficio fino al 19 febbraio 2008, quando gli è succeduto il cardinale Varkey Vithayathil, C.SS.R., arcivescovo maggiore di Ernakulam-Angamaly dei siro-malabaresi.
Tornato a Roma, ha preso possesso del suo titolo durante una cerimonia svoltasi il 23 maggio 2004 alle ore 11:00, ed il 28 ottobre successivo è stato ricevuto dal papa.
Dopo la morte di papa Giovanni Paolo II, ha preso parte al conclave del 2005, che si è concluso il 19 aprile con l'elezione al soglio pontificio di papa Benedetto XVI. Il 9 giugno è stato ricevuto dal nuovo pontefice.
Il 12 marzo precedente, un mese prima della morte del papa, era stato nominato presidente delegato dell'XI assemblea generale ordinaria del Sinodo dei vescovi, svoltasi poi dal 2 al 23 ottobre successivi nella Città del Vaticano, con tema L'Eucaristia: fonte e culmine della vita e della missione della Chiesa. Nei tre anni seguenti ha continuato a prendere parte alle riunioni post-sinodali, venendo ricevuto dal papa tre volte: il 3 giugno ed il 13 ottobre 2006; il 26 ottobre 2007.
Il 17 gennaio 2009 è stato nominato membro del Pontificio consiglio della cultura.
Il 12 gennaio 2011 è stato eletto per la seconda volta presidente della Conferenza dei vescovi cattolici latini dell'India, ricoprendo l'incarico fino al febbraio 2013; è succeduto e poi è stato succeduto alla guida dell'assemblea dal cardinale Oswald Gracias, arcivescovo metropolita di Bombay. Il 19 maggio 2011 è stato anche ricevuto in udienza in Vaticano.
Il 23 giugno 2012 è stato nominato membro del Consiglio di cardinali per lo studio dei problemi organizzativi ed economici della Santa Sede.
Dopo la rinuncia di papa Benedetto XVI, ha preso parte al conclave del 2013, che si è concluso il 13 marzo con l'elezione al soglio pontificio di papa Francesco. Il 25 ottobre successivo è stato ricevuto dal nuovo papa.
Il 29 marzo 2014 è stato confermato membro del Pontificio consiglio della cultura fino alla fine del mandato di un quinquennio.
Il 7 dicembre 2015 è stato ancora ricevuto dal papa.
Ricevuto di nuovo l'8 settembre 2016, il 24 settembre successivo il papa lo ha nominato suo inviato speciale all'XI assemblea plenaria della Federazione delle conferenze episcopali dell'Asia, svoltosi poi a Colombo, in Sri Lanka, dal 28 novembre al 4 dicembre.
Il 22 giugno 2017 si è recato in Vaticano per una nuova udienza.
Il 24 giugno 2018 papa Francesco ha accettato la sua rinuncia dal governo pastorale dell'arcidiocesi di Ranchi per raggiunti limiti d'età, ai sensi del can. 401 § 1 del Codice di diritto canonico, divenendone arcivescovo emerito all'età di settantotto anni e dopo ben trentatré di governo pastorale; gli è succeduto il settantenne Felix Toppo, S.I., fino ad allora vescovo di Jamshedpur.
Il 15 ottobre 2019, al compimento dell'ottantesimo genetliaco, ha perso il diritto di entrare in conclave ed ha cessato di essere membro dei dicasteri della Curia romana, in conformità all'art. II § 1-2 del motu proprio Ingravescentem Aetatem, pubblicato da papa Paolo VI il 21 novembre 1970.
È morto per disturbi legati all'età, il 4 ottobre 2023 presso il Constant Lievenz Hospital & Research Center di Ranchi, all'età di 83 anni. In seguito ai funerali celebrati l'11 ottobre dall'arcivescovo Felix Toppo nella cattedrale dell'Immacolata Concezione di Santa Maria di Ranchi, è stato sepolto all'interno dello stesso edificio.
Parlava correntemente kurukh, sadri, hindi, inglese, latino, santhali, italiano e tedesco.

## Genealogia episcopale e successione apostolica
La genealogia episcopale è:
- Cardinale Scipione Rebiba
- Cardinale Giulio Antonio Santori
- Cardinale Girolamo Bernerio, O.P.
- Arcivescovo Galeazzo Sanvitale
- Cardinale Ludovico Ludovisi
- Cardinale Luigi Caetani
- Cardinale Ulderico Carpegna
- Cardinale Paluzzo Paluzzi Altieri degli Albertoni
- Papa Benedetto XIII
- Papa Benedetto XIV
- Papa Clemente XIII
- Cardinale Bernardino Giraud
- Cardinale Alessandro Mattei
- Cardinale Pietro Francesco Galleffi
- Cardinale Filippo de Angelis
- Cardinale Amilcare Malagola
- Cardinale Giovanni Tacci Porcelli
- Papa Giovanni XXIII
- Arcivescovo Pius Kerketta, S.I.
- Cardinale Telesphore Placidus Toppo

La successione apostolica è:
- Vescovo Stephen M. Tiru (1986)
- Vescovo Charles Soreng, S.I. (1990)
- Vescovo Michael Minj, S.I. (1993)
- Vescovo Joseph Minj (1993)
- Vescovo Thomas Kozhimala (1996)
- Arcivescovo Felix Toppo, S.I. (1997)
- Vescovo Julius Marandi (1997)
- Vescovo Gabriel Kujur, S.I. (1998)
- Vescovo Vincent Barwa (1998)
- Arcivescovo Victor Henry Thakur (1998)
- Vescovo Paul Alois Lakra (2006)
- Arcivescovo John Barwa, S.V.D. (2006)
- Vescovo Clement Tirkey (2006)
- Vescovo Paul Toppo (2006)
- Vescovo Kurian Valiakandathil (2007)
- Vescovo Angelus Kujur, S.I. (2007)
- Vescovo Binay Kandulna (2009)
- Vescovo Emmanuel Kerketta (2010)
- Vescovo Jojo Anand (2012)
- Vescovo Kishore Kumar Kujur (2013)
- Vescovo Telesphore Bilung, S.V.D. (2014)
- Vescovo Theodore Mascarenhas, S.F.X. (2014)
- Vescovo Cajetan Francis Osta (2014)
- Arcivescovo Vincent Aind (2015)